# Concrete Jungle
Albums de Nneka
No longer at Ease Soul Is Heavy
Concrete Jungle est le troisième album de la chanteuse Nneka, sorti en 2010. Il s’agit en réalité d’une compilation de chansons de ses deux premiers albums, destinée au marché américain.
Concrete Jungle (littéralement Jungle de béton) est également le surnom donné au quartier de Arnett Gardens à Kingston, capitale de la Jamaïque. Il est cité dans la chanson éponyme de Bob Marley (album Catch a Fire, 1973) et dans le roman de l'auteur jamaïcain Marlon James Brève histoire de sept meurtres paru en 2014.

## Liste des titres
1. Showin' Love
2. Uncomfortable Truth
3. Mind vs Heart
4. Heartbeat
5. Come With me
6. Kangpe (ft. Wesley Williams)
7. Africans
8. Suffri
9. From Africa to U
10. Walking
11. Focus
12. God of Mercy